# 基什布乔
基什布乔，是匈牙利佐洛州所辖的一个村，总面积8.80平方公里，总人口478，人口密度54.3人/平方公里（2010年1月1日）。